# Neopera

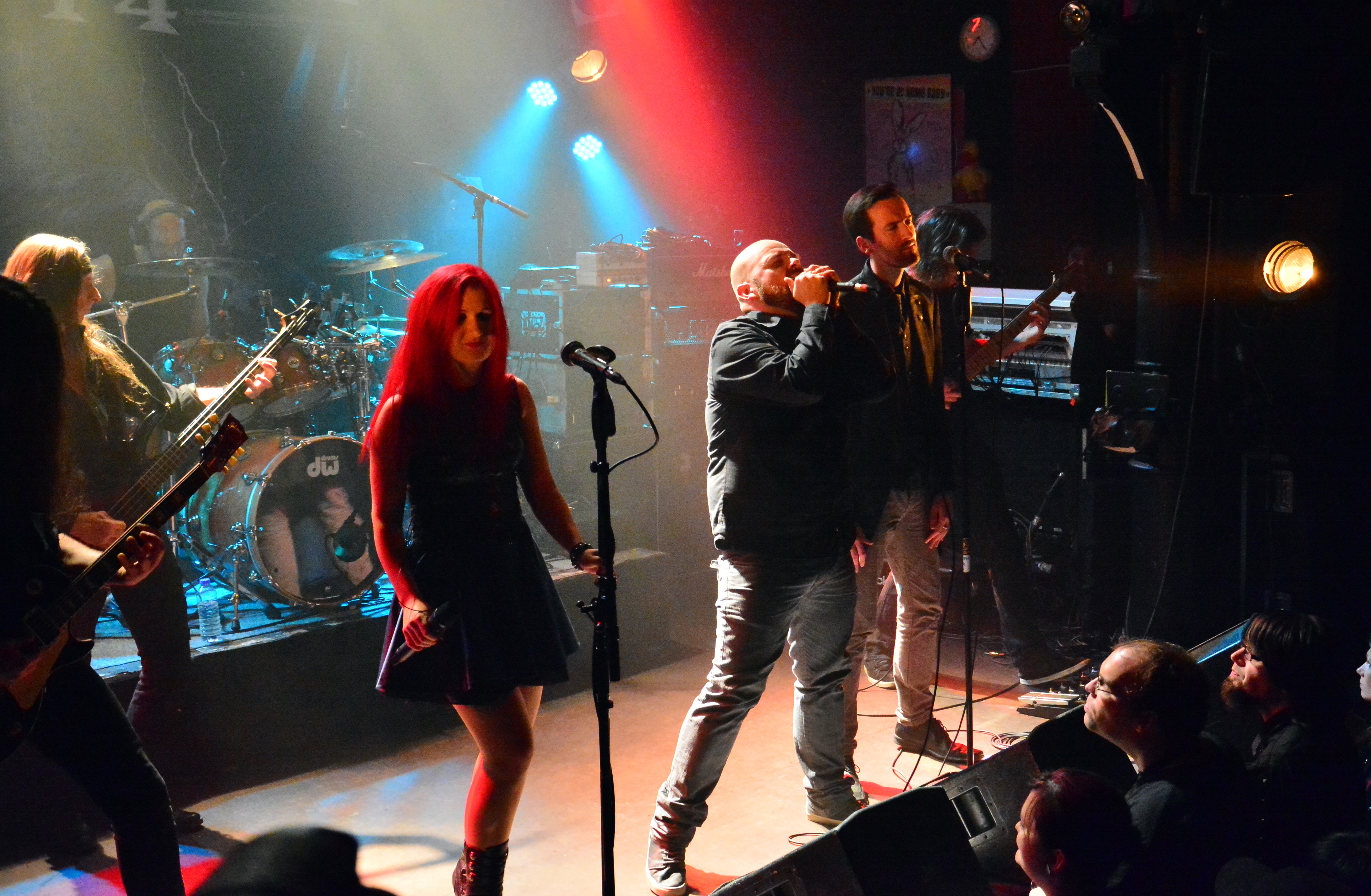
Neopera bei der Wacken Roadshow 2014 im Hamburger Knust

Neopera ist eine deutsche Symphonic-Metal-Band aus Hamburg.

## Geschichte
Der Dark-Age-Gitarrist Jörn Schubert wollte schon lange Metal mit klassischer Musik verbinden. Zu diesem Zweck suchte er geeignete Mitmusiker. Auf Anhieb passend für den weiblichen Gesangspart stellte sich Nina Jiers heraus. Für den männlichen Part fand sich Thorsten Schuck, welcher im Gegensatz zu Nina Jiers noch keine Erfahrung mit Metal hatte. Mirko Gluschke, ein guter Bekannter von Jörn Schubert, stellte sich für die Shouts zur Verfügung. Dirk Schlächter (Gamma Ray/Bass), kam als Bassist hinzu. Zudem halfen bei der Aufnahme der Demo noch Corvin Bahn (Gamma Ray/Keyboard, Orchestrierung), André Schumann (Dark Age/Schlagzeug) sowie Guiomar Espineira (Querflöte) mit, sodass Mitte 2011 in Zusammenarbeit mit Produzent Eike Freese (Dark Age/Hammer Studios) das erste Demo Destined Ways aufgenommen werden konnte.
Am 29. Mai 2012 unterschrieb Jörn Schubert einen Vertrag bei der Plattenfirma earMusic, welche ihn bat, ein ganzes Album aufzunehmen. Aufnahmen für das Album Destined Ways begannen im Juni 2012 und waren im November 2012 abgeschlossen. Veröffentlicht wurde es am 18. Juli 2014 in Deutschland und am 29. August 2014 international. Der große Zeitraum zwischen der Fertigstellung des Albums und der Veröffentlichung erklärt sich durch die Suche eines geeigneten Proberaums und neuer Mitglieder. André Schumann und Guiomera Espineira waren nur für die Studioaufnahmen vorgesehen und Corvin Bahn zu diesem Zeitpunkt nicht für Liveauftritte verfügbar. Deshalb wurde nach neuen Livemusikern gesucht. Es fanden sich Mikis Trimborn als zweiter Gitarrist und Thorsten Harnitz als Schlagzeuger.
Am 1. August 2014 spielten Neopera ihren zweiten Auftritt auf dem Wacken Open Air.
Es folgte eine lange Unterbrechung aus gesundheitlichen Gründen.
Nach dem Debüt-Album „Destined Ways“ 2014 und der EP „In Memoriam“ im Jahr 2020 (produziert 2015) ist „An Eternal Night“ ein erstes Lebenszeichen, um zu zeigen, dass Neopera wieder da ist.
Während der Aufnahmen des Debüt-Albums erkrankte der Gitarrist und Kopf der Band Jörn Schubert an einer Muskeldystonie an der linken Hand und konnte fortan nur noch sehr eingeschränkt musizieren. Schubert hat den Titel des Debüt-Albums „Destined Ways“ wörtlich genommen und den ihm vorherbestimmten Weg mit festem Schritt in Angriff genommen. Nach jahrelanger Therapie ging der Weg mit Neopera nun weiter. Auf der Bühne war Schubert nicht mehr zu sehen, als Komponist jedoch aktiver als je zuvor.
Den vorbestimmten Weg bestritt er zusammen mit Bariton Thorsten Schuck, der ihn bereits seit den Anfängen von Neopera begleitet hatte, und einer ansonsten neuen Bandbesetzung nun weiter: Sopran: Jasmin Gajewski, Gitarre: Nino Helfrich, Bass/Gesang: Denis Filimonov.

„Neopera verbindet Metal mit Elementen der klassischen Musik. Dominierende Gitarren, Shouts und treibende Rhythmen vereinen sich mit klassischem Gesang und orchestralen Arrangements. Alles natürlich in Harmonie mit den Texten, die den Hörer in diverse Geschichten eintauchen lassen. - Jörn Schubert“

## Stil
Neopera verbinden Metal mit klassischer Musik. Zentrales Element ist der Gesang dreier Sänger, wobei zum einen die Harmonie von Sopran und Bariton, zum anderen der Kontrast von klarem, klassischem Gesang zum Shouting und Growling eine sehr wichtige Rolle spielt.

## Diskografie
Studio-Alben
- 2014: Destined Ways[4]

Singles and EPs
- 2013: The Marvel of Chimera[5]
- 2020: In Memoriam[6]
- 2021: An Eternal Night[7]
- 2021: Verge Of War

Musik-Videos
- 2013: „The Marvel of Chimera“[8]
- 2014: „Destined Ways“[9]
- 2014: „Error“[10]
- 2021: An Eternal Night[11]
- 2021: Verge Of War